# Loudetiopsis chrysothrix
Loudetiopsis chrysothrix är en gräsart som först beskrevs av Christian Gottfried Daniel Nees von Esenbeck, och fick sitt nu gällande namn av Hans Joachim Conert. Loudetiopsis chrysothrix ingår i släktet Loudetiopsis och familjen gräs. Inga underarter finns listade i Catalogue of Life.